# Préfecture de Bafia
La préfecture de Bafia est un édifice situé dans la ville de Bafia, au Cameroun. 
Cette bâtisse a été construite après la Première Guerre mondiale et célébra son centenaire en 2020.

## Historique
Achevée d'être construite en 1920, la bâtisse qui abrite les services de la préfecture de bafia servit tour à tour à abriter les services :
- de la région du mbam de 1935 à 1959 ;
- du département du mbam de 1959 au 26 août 1992 ;
- du département du mbam et inoubou du 26 août 1992[1] à ce jour[2].

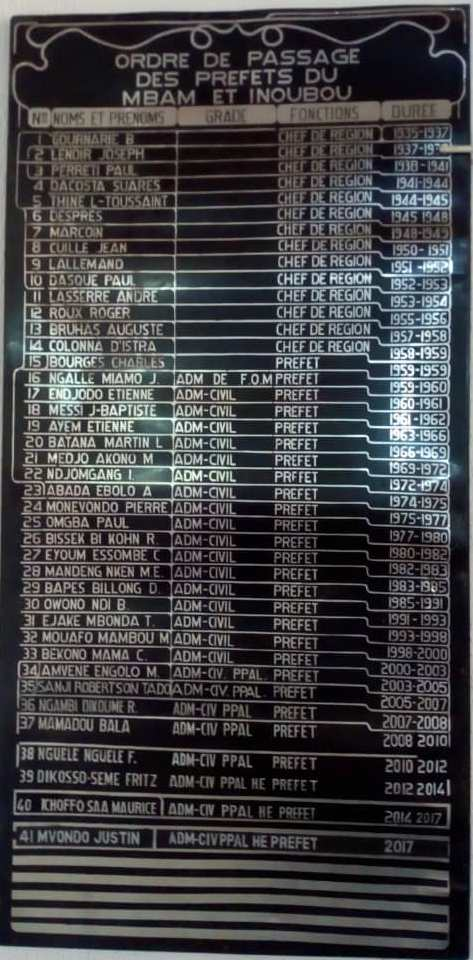
Ordre de passage des chefs d'unités administratives dans la bâtisse abritant les services de la Préfecture de Bafia